# Jiří Kubový
Jiří Kubový (*26. květen 1950, Most, Československo) je současný český malíř, žijící v Ústí nad Labem a věnující se ve své tvorbě především námětu krajiny.

## Život a dílo
Dětství prožil v Roudnici nad Labem, roku 1967 se s rodiči a sestrami přestěhoval do Ústí nad Labem, kde se natrvalo usadil. Roku 1968 dokončil střední školu, nastoupil do zaměstnání a zároveň začal soustavně malovat a vytvářet první olejomalby. V následujících letech se živil jako ekonom, bankovní úředník a vytvářel obrazy nepravidelných formátů vyřezávané z lepenky a později ze sololitu často kombinované s dalšími materiály (dřevěné latě, dráty, písek, zrcadla, zvuk, světlo atd.) Od roku 1978 začal vytvářet obrazy v cyklech (např. cyklus Brány). Od devadesátých let 20. století se věnuje výlučně krajinomalbě, motivy obrazů - mraky, ptáci, voda, moře, tráva, horizonty, kopce, kameny apod. – se s odstupem několika let stále opakují. Roku 2003 opustil zaměstnání v bance a naplno se věnuje výtvarné tvorbě.

## Cykly obrazů
- 1978 Brány
- 1980/84 Sítě
- 1987 Staré sopky
- 1994/98 Kresby na dřevě
- 2004 Krajiny - vytvořené z provazů a drátů mající charakter kreseb v prostoru, v dalších letech převažuje tento typ prací

## Samostatné výstavy
- 2018: Obrazy a kresby, Galerie Cube x Cube, Kryštofovo Údolí (9. 9. – 26. 10.)
- 2015: Báseň a krajina (společně s J. Hrubým), Galerie Litera, Praha (8.8. – 25.9.)
- 2013: Čtvrtý dvůr, Památník Terezín (18.4. – 30.10.)
- 2011: Vo vzduchu, Galeria M.A. Bazovského, Trenčín (16.9. – 16.10.)
- 2011: Ve vzduchu, Galerie moderního umění v Roudnici nad Labem (28.4. – 12.6.)
- 2010: Věčná krajina, Galerie Emila Filly, Ústí nad Labem (25.11.2010 – 14.1.2011)
- 2010: Galerie Dion, Praha (8.3.-24.4.)
- 2009: Krajiny v trávě, Synagoga a gotické dvojče, Úštěk (30.4. – 4.6.)
- 2009: Krajiny, Galerie Litera, Praha (19.1. – 27.2.)

## Zastoupení ve veřejných sbírkách
- The University of Michigan Museum of Art, Ann Arbor
- Galerie Brno, Brno
- Vlastivědné muzeum a galerie, Česká Lípa
- Severočeská galerie výtvarného umění, Litonměřice
- Kunsthalle Nürnberg, Nürnberg
- Dům umění, Olomouc
- Národní galerie, Praha
- Muzeum Kampa, Praha
- Galerie moderního umění v Roudnici nad Labem, Roudnice n. L.